# Karisjärvi (sjö i Jyväskylä, Mellersta Finland)
Karisjärvi är en sjö i kommunen Jyväskylä i landskapet Mellersta Finland i Finland. Sjön ligger 125,5 meter över havet. Arean är 61 hektar och strandlinjen är 8,21 kilometer lång. Sjön  ingår i Kymmene älvs huvudavrinningsområde.   Den ligger omkring 20 kilometer söder om Jyväskylä och omkring 210 kilometer norr om Helsingfors. 